# Kunstverein München
Der Kunstverein München (km) ist ein gemeinnütziger, eingetragener Verein in privater Trägerschaft mit rund 2000 Mitgliedern, der sich der Vermittlung zeitgenössischer Kunst widmet. Der Kunstverein mit Sitz in den historischen Arkaden des Münchener Hofgartens wurde 1823 gegründet und ist somit einer der ältesten deutschen Kunstvereine. 2023 feierte er sein 200-jähriges Jubiläum. Er gehört der Arbeitsgemeinschaft Deutscher Kunstvereine (ADKV) an.

## Geschichte

### Gründungszeit
Der Kunstverein München wurde auf Grund einer Initiative der vier Künstler Joseph Karl Stieler, Peter Hess, Domenico Quaglio und Friedrich Gärtner gegründet, um zwischen der zeitgenössischen Kunstproduktion und den Kunstinteressierten zu vermitteln und nicht zuletzt ein Verkaufsforum für aktuelle Kunst zu schaffen, das es bis dahin in München nicht gab. An der Gründung waren auch vier Vertraute des Königshauses und insbesondere von Kronprinz Ludwig beteiligt: der Politiker Wilhelm von Gumppenberg, der Jurist Joseph von Kirschbaum, der Jurist und Künstler August von Seinsheim und der Philologe Friedrich Thiersch. Am 26. November 1823 kamen weit über 40 Personen in der Wohnung von Raphael Winter zusammen und 42 erklärten sich bereit, einem zu gründenden Verein beizutreten.
Es folgte die Einreichung des Genehmigungsantrags an das Innenministerium. Der Gründungsausschuss wurde bewusst mit Vertretern der unterschiedlichen Gattungen der bildenden Künste besetzt, was darauf hindeutet, dass der Dominanz der Historienmalerei an der 1808 gegründeten Königlichen Akademie der Bildenden Künste etwas entgegengesetzt werden sollte. Neben den vier genannten Künstlern wurden Johann Baptist Stiglmaier und Johann Michael Mettenleiter, der Kunsthändler Johann Michael von Herrmann (1793–1855) sowie die Beamte Franz Brulliot, Leiter des Kupferstichkabinetts, der Sekretär im Innenministerium Joseph Gail und Karl Theodor von Proff, Geschäftsführer des Herzog Wilhelm in Bayern Mitglieder des Gründungsausschusses. Bei einer erneuten Versammlung am 10. Dezember wurde ein Satzungsentwurf verabschiedet, der ohne wesentliche Änderungen der ersten Satzung des Vereins entsprach. Einleitend definierte er sich als „freiwillige Verbindung von gebildeten Männern zur Aufnahme und Beförderung der verschiedenen Zweige der bildenden Künste in der Hauptstadt“. Die „Aufnahme von Frauen als außerordentliche Mitglieder ohne Stimmrecht wurde erst 1829 beschlossen. Von Frühjahr 1824 an konnten Frauen immerhin besuchsweise in den Verein kommen, wenn sie Familienangehörige von Vereinsmitgliedern waren; Künstlerinnen ohne solche Beziehungen wurde auf Antrag ein Billet ausgestellt, das ihnen zu festgesetzten Zeiten die Besichtigung der Ausstellung ermöglichte.“
Am 31. Dezember 1823 erteilte der König die Genehmigung zur Gründung, obgleich er die Akademie als eigentlich offiziellen und zentralen Versammlungsort und den Verein als Privatgesellschaft ansah. Der 16. Februar, der Tag des 25-jährigen Regierungsjubiläums des Königs, wurde vom Ausschuss zum Tag der förmlichen Konstituierung erkoren. Nach ersten Ausstellungen noch in der Wohnung von Winter, bot der Kunsthändler Herrmann als Vereinslokal für die Verwaltung, die Ausstellung und das gesellige Beisammensein Räume in seiner Kunsthandlung zur Untermiete an. Sie befanden sich in einem des Vereinsmitglied und Bauunternehmer Johann Ulrich Himbsel errichteten Mietshaus am Maximiliansplatz. Diese enge Verbindung von Kunsthandel und gemeinnützigem Verein findet sich auch bei anderen frühen Kunstvereinen in Deutschland, etwa in Nürnberg, Hamburg und Hannover. Als „Konservator“ des Vereins führte Herrmann eine bis heute erhaltene akribische Liste über alle zwischen 1824 und 1843 ausgestellten Werke. Danach nahm die Zahl der Werke so zu, dass keine detaillierten Listen mehr geführt wurden.

### Der etablierte Verein
Die Ausstellungen hatten kein Programm, sondern bestanden aus den Einlieferungen aktueller Werke der Mitglieder und wurden im Laufe mehrerer Wochen neu bestückt. Damit hatte die Vereinsausstellung eine ganz andere Präsenz, als die nur alle drei Jahre stattfindenden Akademieausstellungen. Zudem war sie als permanente Verkaufsausstellung angelegt. 1825 wurde erstmals der bereits von Beginn an diskutierte Plan umgesetzt, aus den Beiträgen der Mitglieder Kunstwerke zur Verlosung unter den Mitgliedern zu erwerben. Dieses Lotterieprinzip, das Originale, aber auch eigens in Auftrag gegebene Reproduktionen umfasste, fand in vielen Kunstvereinen eine Nachfolge. Eine Ankaufskommission für die zur Verlosungen kommenden Werke wurde gebildet, die sich „Schiedsgericht“ nannte. Deren Zusammensetzung und Entscheidungen gaben immer wieder Anlass zu Diskussionen und Streit, die in den Protokollen der Mitgliederversammlungen dokumentiert sind. Auch die Idee, eine eigene Sammlung aufzubauen wurde von Beginn an verfolgt. Sie bestand jedoch in den Anfangsjahren vor allem aus Schenkungen der Mitglieder und beschränkte sich ansonsten auf Handzeichnungen. Erst 1877 begann der Aufbau einer systematischen Sammlung von Gemälden und Skulpturen. Nach 1903 wurde er nicht fortgesetzt.

„Die permanente Ausstellung, die Verlosung und die Verteilung von graphischen Jahresgaben waren die drei Säulen, auf denen der Betrieb des Kunstvereins als Publikumsgesellschaft ruhte.“ Zu den graphischen Jahresgaben: „Die Bildthemen der Frühzeit sind relativ abwechslungsreich: Man trifft in bunter Reihenfolge auf Landschaften, Architekturveduten und Genrebilder ebenso wie auf Historienbilder profanen und religiösen Inhalts und auf die Darstellung literarischer Szenen aus Dramen, Novellen und Gedichten, – Werke der akademischen Historienmalerei stehen hier friedlich vereint neben den Erzeugnissen der Fachmalerei. Kurz vor der Jahrhundertmitte wird diese Vielfalt dann abgelöst durch – es fällt schwer sich hier einer Wertung zu enthalten – zunehmend trivialere und sentimentalere Genredarstellungen bis hin zu dumpfer Spießbürgerlichkeit. Auch an diesen Jahresgaben vermag man im Vergleich der frühen mit den späteren Blättern abzulesen, wann der Kunstverein anfängt, künstlerisch zu stagnieren.“

Die Zahl der Mitglieder entwickelte sich rasant. 1824 waren es 275, zehn Jahre später bereits 1.425. Die geselligen Abende mit gemeinsamer Kunstbetrachtung, die ein Gründungsziel gewesen waren, fanden daher schon vor 1830 ein Ende, weil die Gemeinschaft zunehmend anonymer wurde. 1844 waren es dann bereits 3.161 Mitglieder. Einen weiteren Zuwachs brachte der Bau und spätere Umbau eines eigenen Vereinslokals, so dass 1894 der Höchststand von 5.960 Mitgliedern erreicht wurde. Die „Verlosungs-Gegenstände“ vervielfachten sich von 12 im Jahre 1824 auf 205 im Jahre 1904. Die Geselligkeit – insbesondere der Künstler untereinander – verlagerte sich angesichts der Größe des Vereins schnell in privatere Kreise und an Stammtische, aus denen heraus sich 1858 die Münchner Künstlergenossenschaft gründete.
Da der damalige Maximiliansplatz noch kaum besiedeltes Neuland war, suchte man gleich nach dem Bezug des ersten eigenen Vereinslokals nach einer anderen Möglichkeit. Die bot sich mit der Errichtung des neuen Bazargebäudes an Stelle der ehemaligen Reithalle am Hofgarten. Am 22. November 1826 konnte die erste Mitgliederversammlung in den neuen, vom Architekten Leo von Klenze auf die Bedürfnisse des Vereins abgestimmten Vereinsräumen im Nordpavillon des Gebäudes abgehalten werden. Nach längeren Diskussionen und Planungen wegen der angesichts der wachsenden Mitgliederzahl als unzureichend empfundenen Räume konnte 1866 ein Neubau realisiert werden. Eduard von Riedel hatte neben dem Pumpenhaus in der Nordostecke über den historischen Arkaden des Hofgartens ein Galeriegebäude entworfen. Die vergleichsweise kleinteiligen Räume mit Seitenlicht sollten dem Publikum die Kunstwerke wohl in einer Umgebung vorführen, die der Wohnsituation der potentiellen Käufer entsprach. Dies wurde schon bald als unzureichend empfunden und es kam vollständigen Umbau der Innenräume sowie einer Erweiterung durch Friedrich Thiersch, die mit der am 21. Dezember 1890 eröffneten Ausstellung erstmals zu besichtigen war.

### Nach 1900
Das Modell der permanenten Verkaufsausstellung verlor jedoch gegen Ende des 19. Jahrhunderts zunehmend an Attraktivität. Mit der Gründung der Münchner Künstlergenossenschaft und vor allem mit den von dieser organisierten internationalen Kunstausstellungen im Glaspalast und im Königlichen Kunstausstellungsgebäude am Königsplatz war den Ausstellungen des Kunstvereins mächtige Konkurrenz entstanden. Die Vereinsausstellung wurde dadurch zu einer rein lokalen Plattform und orientierte sich auch nicht an den neuen Präsentationsformen, wie sie gerade die Münchener Secession etabliert hatte. Der Verein verlor zunehmend an Bedeutung und damit auch an Mitgliedern. Dieser Trend kehrte sich auch nicht um, als es 1902 Frauen ermöglicht wurde, stimmberechtigte Mitglieder zu werden; Ende der 1920er Jahre hatte er nur noch ca. 1.500 Mitglieder. Die Kunstverlosungen wurden in Frage gestellt und den Jahresgaben liefen die zunehmend besseren technischen Reproduktionsverfahren den Rang ab, so dass ab den 1920er Jahren fast nur noch Bücher verschenkt wurden, 1931 letztmals. Auch der Versuch, 1928 ein neues Ausstellungsgebäude zu errichten, führte in wirtschaftlich schwieriger Zeit zu keinem Erfolg und damit zu keiner Wende. In diesen Jahren hatte der Verein sein Programm für historische Ausstellungen geöffnet.
Nach der Machtübernahme der Nationalsozialisten passte sich der im Münchner Kunst- und Ausstellungsbetrieb eher bedeutungslos gewordene Verein den politischen Gegebenheiten an. 1935 zeigte er in Zusammenarbeit mit der NS-Kulturgemeinde die Ausstellungen „Ritter, Tod und Teufel“ und „Blut und Boden“. Am 30. Juni 1936 übernahm der Verein die von der Reichskulturkammer herausgegebene Regelsatzung für Kunstvereine, womit die Gleichschaltung vollzogen war.

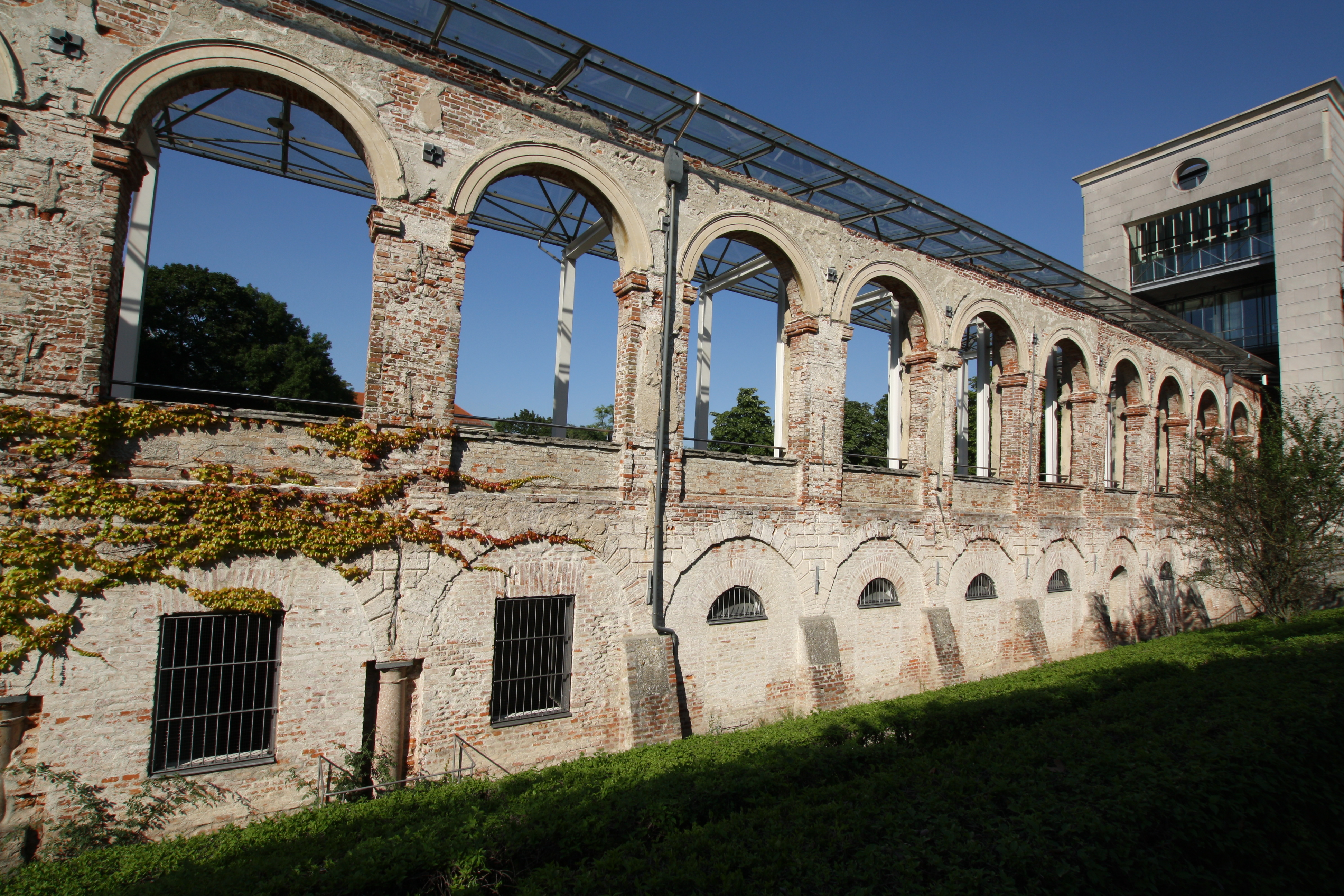
Hofgartenarkadenmit dem darunter liegenden Hofbrunnwerk (2010)

Im Zweiten Weltkrieg wurde das Ausstellungsgebäude so weitgehend zerstört, dass es nach 1945 nicht wieder aufgebaut wurde. Heute sind an seiner Stelle noch die erhalten gebliebenen Renaissance-Arkaden des ursprünglichen Hofgartens zu sehen. Der Kunstverein zog in die etwas westlicher gelegenen Räume der Abgusssammlung, deren Bestände im Krieg weitgehend vernichtet worden waren. Hier begann nun eine neue programmatische Ausrichtung mit einem neuen Ausstellungsprogramm.

### Gegenwart
Seit Juli 2019 ist Maurin Dietrich Direktorin des Kunstverein München. Seit Oktober 2019 ist Gloria Hasnay als Kuratorin am Kunstverein tätig.

### Direktion (Auswahl)
- 1978–1985: Wolfgang Jean Stock
- 1986–1991: Zdenek Felix
- 1992–1995: Helmut Draxler
- 1996–2001: Dirk Snauwaert
- 2002–2004: Maria Lind
- 2004–2009: Stefan Kalmár
- 2010–2015: Bart van der Heide
- 2015–2019: Chris Fitzpatrick
- seit 2019: Maurin Dietrich

## Programm
Kunstvereine waren und sind nicht nur Orte der Präsentation von zeitgenössischer Kunst, sondern vor allem auch des gesellschaftlichen Austauschs, an denen durch die aktive Auseinandersetzung mit der Kunst der Zeit ein kritisches Bewusstsein von „Zeitgenossenschaft“ entstehen kann. Es ist gerade dieser zentrale Gedanke eines vitalen gesellschaftlichen Austauschs auf ungesichertem kulturellen Terrain, der die Arbeit des Kunstvereins auch heute noch – wenn auch unter veränderten politischen und gesellschaftlichen Voraussetzungen – als unverzichtbare Kraft im Netzwerk kultureller Institutionen prägt. Hierbei möchte sich der Kunstverein nach seiner gegenwärtigen Programmatik bewusst autonom und unkonventionell von anderen Kunstinstitutionen differenzieren und durch seine Arbeit einen Beitrag zum politischen Diskurs durch die Kunst leisten. Er widmet sich der Präsentation und Vermittlung zeitgenössischer Kunst, international orientiert, aber mit Blick auf den lokalen Kontext. Der Verein organisiert regelmäßig Ausstellungen, Vorträge, Künstlergespräche, Konferenzen, Filmvorführungen, Kunstreisen und gibt Publikationen heraus.
Als Verein in privater Trägerschaft agiert der Kunstverein München in relativer Unabhängigkeit sowohl von unmittelbar ökonomischen wie auch (kultur-)politischen Interessen. Diese doppelte Autonomie prädestiniert ihn als Ort des künstlerischen Experiments, in dem ohne falsche Rücksicht auf politische Verpflichtungen oder merkantiles Kalkül innovative kuratorische Arbeit geleistet werden kann. Seine strukturell begünstigte schnelle Reaktionsfähigkeit auf gegenwärtige künstlerische Entwicklungen hat der Kunstverein in den letzten Jahren zunehmend im internationalen Maßstab verfolgt, u. a. in Kooperationen mit dem S.M.A.K. (Gent), Museo Tamayo (Mexiko-Stadt), Hayward Gallery (London), CAC (Vilnius), Andy Warhol Museum (Pittsburgh), Emily Carr Institute (Vancouver), White Columns (New York), tranzit.sk (Bratislava), CASCO (Utrecht), ICA (London) und dem Whitney Museum of American Art (New York).

### Ausstellungen bis 2000 (Auswahl)
- 1955: Zeitgenössische Kunst des deutschen Ostens
- 1955: Junge englische Bildhauer
- 1956: Henri Cartier-Bresson
- 1958: Schwabing – Legende und Dokumente
- 1960: Von Tischbein bis Spitzweg
- 1965: Australische Malerei
- 1965: Flucht und Grenze
- 1965: Junge Künstler der Akademie 1945–1965
- 1969: Jiří Kolář
- 1969: George Rickey
- 1969: Jim Dine
- 1971: Arte Povera
- 1971: Fotomontage
- 1971: Eduardo Arroyo
- 1971: Die Asso und die revolutionäre bildende Kunst der 20er Jahre
- 1972: Renato Guttuso
- 1972: Körperkultur und Sport in Werken sowjetischer bildender Künstler
- 1974: Kinetik
- 1974: Polnische Gegenwartskunst 1945–1973
- 1975: Gastarbeiter
- 1975: Kritik und Kunst
- 1976: Mehmet kam aus Anatolien
- 1979: Ungarische konstruktivistische Kunst 1920–1977
- 1979: Hannsjörg Voth: Reise ins Meer
- 1980: Forscher? Sozialarbeiter?
- 1980: Weiter wohnen wie gewohnt? / Das deutsche Wohnzimmer
- 1981: Larry Rivers
- 1981: Neue Tendenzen der Zeichnung
- 1982: Gott und Geißel / Robert Mapplethorpe
- 1982: Gefühl & Härte
- 1983: New York Now
- 1985: Künstliche Paradiese
- 1986: Geometria Nova
- 1986: Christian Boltanski
- 1986: Gerhard Merz
- 1987: George Condo
- 1987: Gruppe Wir
- 1988: Luciano Fabro
- 1988: Dan Graham
- 1990: Hans-Peter Feldmann
- 1990: Peter Fischli und David Weiss
- 1991: Anselm Kiefer
- 1991: Arte Povera – 1971 und 20 Jahre danach
- 1992: Günther Förg
- 1992: Filme von Jef Cornelis und Yvonne Rainer
- 1992: Adrian Piper
- 1993: Andrea Fraser
- 1993: Leon Golub
- 1994: Bas Jan Ader
- 1994: Gordon Matta-Clark
- 1994: Die Utopie des Designs
- 1994: * 1994: Oh boy, it’s a girl!, mit Bas Jan Ader, Jeanne Dunning, Lukas Duwenhögger, Thomas Eggerer/Jochen Klein, Nicole Eisenman, Valie Export, Robert Gober, Undine Goldberg/Cornelia Wittmann, Birgit Jürgenssen, Mike Kelley, Jürgen Klauke, Elke Krystufek, Inez van Lamsweerde, Alix Lambert, Robert Longo, Paul McCarthy, Christa Näher, Tony Oursler, Ugo Rondinone, Carolee Schneemann, u. a.
- 1995: Louise Lawler
- 1995: Group Material
- 1996: André Cadere
- 1997: Brice Marden
- 1997: Claude Cahun
- 1998: Johan Grimonprez
- 1998: Allan Sekula
- 1998: Lili Dujourie
- 1998: William Kentridge
- 1998: Jimmie Durham
- 1999: Rita McBride
- 1999: Dream City. Ein Münchner Gemeinschaftsprojekt von Kunstraum München, Kunstverein München, Museum Villa Stuck und Siemens Kulturprogramm
- 1999: Pierre Huyghe

### Ausstellungen seit 2000 (Auswahl)
- 2000: Rodney Graham
- 2001: Gillian Wearing
- 2001: Jef Geys
- 2001: Glenn Ligon
- 2003: Total Motiviert – Ein Soziokulturelles Manöver
- 2004: Natascha Sadr Haghighian
- 2005: Jeremy Deller
- 2006: The Secret Public. The Last Days of the British Underground 1978–1988, mit Charles Atlas, Bodymap, Leigh Bowery, Victor Burgin, Marc Camille Chaimowicz, Michael Clark, Duvet Brothers, Peter Doig, Gorilla Tapes, Brian Eno, Cerith Wyn Evans, Gilbert and George, Richard Hamilton, Derek Jarman, Isaac Julien, Tina Keane, Sandra Lahire, Linder, Stuart Marshall & Neil Bartlett, John Maybury, Neo-Naturists, Julian Opie, Jon Savage, Peter Saville, Mark E. Smith, Wolfgang Tillmans, Trojan, Stephen Willats
- 2007: Oh Girl, It's a boy, mit Kaucyila Brooke, Tom Burr, William S. Burroughs, John Cage, Cerith Wyn Evans, Charles Henri Ford, Antonello Faretta/John Giorno, Brion Gysin, Richard Hawkins, Homotopia, Ray Johnson, Zoe Leonard, Simon Leung, Renate Lorenz & Pauline Boudry, Dorit Margreiter, Ariane Müller, Henrik Olesen, Stephen Prina, Danh Vo, Jean-Michel Wicker, Stephen Willats, Akram Zaatari, basso, Clit, Dyke Action Machine, pablo internacional, Straight to Hell
- 2007: Wolfgang Tillmans – Beugung
- 2008: Liam Gillick – Three Perspectives and a Short Scenario. Work 1988–2008
- 2010: Silke Otto-Knapp – Many, many women
- 2011: Keren Cytter – Hottest Day of the Year
- 2012: Richard Tuttle & Mei Mei Berssenbrugge – Hello, The Roses
- 2014: Ger van Elk
- 2015: Anne-Mie van Kerckhoven – Serving Compressed Energy with Vacuum
- 2019: Andrea Büttner – What is so terrible about craft?
- 2019: Diamond Stingily – Wall Sits
- 2020: Pati Hill – Something other than either
- 2021: Bea Schlingelhoff – No River to Cross
- 2022: Pippa Garner – Act Like You Know Me
- 2023: 200 Jahre Kunstverein München
- 2024: Key Operators: Weben und Coding als Mittel feministischer Geschichtsschreibung, mit Claire L. Evans, Elsi Giauque, Johanna Gonschorek, Michèle Graf & Selina Grüter, Pati Hill, Charlotte Johannesson, Lotus L. Kang, Alison Knowles, Beryl Korot, Lynn Hershman Leeson, James Tilly Matthews, Katrin Mayer, Sadie Plant, Johannes Porsch, Radical Software, Bea Schlingelhoff, Marilou Schultz, Johanna Schütz-Wolff, Iris Touliatou